# Urban Decay
Urban Decay ― американский косметический бренд со штаб-квартирой в Ньюпорт-Бич, Калифорния, является дочерней компанией французской косметической компании L'Oréal.
Современные продукты включают средства для губ, глаз, кожи лица и тела. Бренд наиболее известен своей коллекцией Naked, которая включает в себя двенадцать различных палитр теней для век. Его целевой рынок ― женщины, хотя он не ограничивается этим ассортиментом. Продукция продается в крупных универмагах в США, таких как Macy's, Sephora, Ulta, Nordstrom, и на официальном веб-сайте, а также в ряде других стран, таких как Мексика и Германия.

## История
Розовые, красные и бежевые тона доминировали в палитре индустрии красоты до середины 1990-х годов. В 1995 году Сэнди Лернер, соучредитель Cisco, и Патриция Холмс находились в особняке Лернера за пределами Лондона, когда Холмс смешала малиновый и черный цвета, чтобы сформировать новый цвет. Затем они решили создать косметическую компанию, которую назвали Urban Decay. Запущенная в январе 1996 года, она предлагала линейку из 10 помад и 12 лаков для ногтей. Их цветовая палитра была вдохновлена городским пейзажем, поэтому оттенки помад назывались: Смог, Ржавчина, Нефтяное пятно, Кислотный дождь и так далее.
В 2000 году компания LVMH купила бренд Urban Decay . В 2002 году группа Falic выкупила Urban Decay. В 2009 году владельцем бренда стала компания Castanea Partners. 26 ноября 2012 года компания L'Oréal объявила о покупке Urban Decay. L'Oréal приобрела компанию в 2012 году. Она заплатила, по оценкам, 350 миллионов долларов за бренд.
Весной 2015 года Urban Decay расширила свое присутствие в социальных сетях с помощью сайта Tumblr, The Violet Underground. В нем представлены совместные работы с молодыми дизайнерами, такими как Барон фон Фэнси.

## Амбассадоры
Лицом бренда были такие знаменитости, как Руби Роуз и Николь Ричи. В июне 2019 года Urban Decay объявил о своем новом девизе Pretty Different и назвал своими послами Эзру Миллера, Лиззо, Джоуи Кинг, Кароль Джи и CL . Год спустя они объявили еще о трех послах для продвижения своей палитры Naked Ultraviolet ― Нормани, G.E.M и Камилу Мендес. В январе 2021 года южнокорейская группа Monsta X была объявлена глобальным послом бренда.